# Regional Youth Cooperation Office
Das Regional Youth Cooperation Office (Abk.: RYCO, dt.: Regionales Jugend-Kooperations Büro) ist eine unabhängig internationale Organisation, die von den westlichen Balkanstaaten (WB 6) am 4. Juli 2016 anlässlich der Westbalkan-Konferenz in Paris gegründet wurde, um den Geist der Versöhnung und der Zusammenarbeit zwischen den Jugendlichen in der Region durch Jugendaustauschprogramme zu fördern, das gegenseitige Verständnis zu vertiefen und ihnen dadurch auch die Kultur des Nachbarlandes näherzubringen.
RYCO wurde nach Vorbild des Deutsch-Französischen Jugendwerks nach Albanischem Recht gegründet, jedoch ohne Friedensvertrag.

## Sitz
Das RYCO-Hauptbüro befindet sich in Tirana. Lokalen Niederlassungen sind in allen Hauptstädten der Region: Podgorica, Sarajevo, Skopje, Pristina, Belgrad.

## Organisation
Die grundsätzliche Organisation von RYCO richtet sich nach Artikel 13 des Statuts.
Der Verwaltungsrat, bestehend aus sechs Vertreter der WB 6-Regierungen und sechs Jugendvertretern, und gibt die grundsätzliche Ausrichtung der Organisation vor.
Das Generalsekretariat führt die ordentlichen Geschäfte der Organisation gemäß den Statuten.
In einem Beirat sind verschiedene europäische Einrichtungen vertreten:
- International Federation of Liberal Youth,
- Abteilung Jugend des Europarates,
- Deutsch-Französisches Jugendwerk (OFAJ),
- Ministerium für zivile Angelegenheiten in Bosnien und Herzegowina,
- Bevölkerungsfonds der Vereinten Nationen,
- FES-Offices in Kosovo and Macedonia,
- Balkan Trust for Democracy,
- Youth Initiative for Human Rights,
- Europäisches Jugendforum,
- Youth Alliance Krushevo,
- Youth Council of Republic of Srpska,
- Hate Fighters Network,
- Konrad-Adenauer-Stiftung in Serbien und Montenegro,
- Vertreter der Europäischen Kommission,
- CIVIKOS,
- Centre of Youth work.[13][14]

In Arbeitsgruppen können weitere Aufgaben wahrgenommen werden.

## Finanzierung
RYCO wird grundsätzlich von den Regierungen der Region finanziert und von der EU und anderen Gebern unterstützt und kann von sich aus weitere Geldgeber ansprechen. Das Budget wird jeweils auf drei Jahre erstellt.